# Cordilleronomus pulvillatus
Cordilleronomus pulvillatus är en mångfotingart som beskrevs av Carl Graf Attems 1931. Cordilleronomus pulvillatus ingår i släktet Cordilleronomus och familjen Chelodesmidae. Inga underarter finns listade i Catalogue of Life.